# 전동중학교
전동중학교(典東中學校)는 대한민국 서울특별시 동대문구 휘경동에 있는 공립 중학교이다.

## 학교 연혁
- 1984년 12월 8일 : 전동중학교 설립인가
- 1985년 3월 3일 : 초대 이주열 교장 취임
- 1985년 3월 5일 : 입학식 (885명)
- 1985년 5월 3일 : 개교식 거행
- 1988년 2월 12일 : 제1회 졸업식 (882명)
- 2020년 3월 2일 : 서울특별시교육청 마을결합중점학교 운영
- 2021년 12월 30일 : 제35회 졸업식 136명 (남자 81명, 여자 55명)
- 2022년 3월 1일 : 제11대 채영이 교장 취임
- 2022년 3월 2일 : 제38회 입학식 125명 (남자 54명, 여자 71명)

## 참고 자료
- 전동중학교 - 한국교육학술정보원 학교알리미